# Ulica Augustyna Kordeckiego w Katowicach
Ulica księdza Augustyna Kordeckiego w Katowicach – jedna z zabytkowych ulic w katowickiej dzielnicy Śródmieście. Ulica rozpoczyna swój bieg od skrzyżowania z ulicą Mikołowską i ulicą Andrzeja. Biegnie około 230 metrów do placu Oddziałów Młodzieży Powstańczej przy dworcu kolejowym.
W okresie Rzeszy Niemieckiej (do 1922) i w okresie niemieckiej okupacji Polski w latach 1939–1945 ulica nosiła nazwę Yorkstraße.
Przy ul. ks. A. Kordeckiego znajdują się następujące historyczne obiekty:
- kamienica mieszkalna (ul. Andrzeja 29, róg z ul. A. Kordeckiego)[4];
- zabytkowa kamienica mieszkalna (ul. A. Kordeckiego 1/1a), wpisana do rejestru zabytków 15 września 1995 (nr rej.: A/1615/95; obecnie A/1007/22[5])[6][7]; wzniesiono ją w 1896 według projektu Leona Goldsteona w stylu eklektycznym;
- kamienica mieszkalna (ul. A. Kordeckiego 2)[4];
- kamienica mieszkalna z oficyną (ul. A. Kordeckiego 3, 3a)[4];
- kamienica mieszkalna z oficyną (ul. A. Kordeckiego 4, 4a)[4];
- kamienica mieszkalna (ul. A. Kordeckiego 5)[4];
- kamienica mieszkalna (ul. A. Kordeckiego 6, pl. Oddziałów Młodzieży Powstańczej 4/5)[4].

Przy ulicy ks. Augustyna Kordeckiego swoją siedzibę mają: firmy handlowo-usługowe, kwiaciarnie. W 2016 roku w ramach projektu „Lokal na kulturę” pod nr. 2 lokal uzyskała Fundacja Kultura Obrazu, gdzie prowadziła w nim m.in. działalność warsztatową i wystawienniczą.